# ملف سامية شعراوي (فلم)
ملف سامية شعراوي فيلم مصري من إنتاج عام 1988.

## القصة
سامية شعراوي أرملة لأحد الشهداء، تحاول بشتى الطرق الحصول على معاش زوجها الراحل، لكنها كانت متزوجة بعقد عرفي، ويعرف بمشكلتها العقيد أشرف الدسوقي الذي يتزوجها، وفور هزيمة 1967، يقرر القائد الذي يعمل أشرف لديه أن يقوم بانقلاب عسكري، ويمنحه أموالًا للمساعدة في التنفيذ، لكنه يقرر الاستيلاء على الأموال.

## بطولة
- نادية الجندي بدور سامية شعراوي.
- كمال الشناوي بدور أدهم رشوان.
- عبد الله غيث بدور المشير عبد الحكيم عامر القائد العام للقوات المسلحة.
- فاروق الفيشاوي بدور العميد أشرف دسوقي.
- أحمد بدير بدور هلال.